# Революционная теория
Революционная теория — условный проект радикальных преобразований, разработанный в марксистской теории.

## Некоторые основные понятия
Понятие революционного субъекта не является однозначным среди марксистов. Среди многих теоретиков присутствует мнение, что основным субъектом преобразований является революционная партия. Основным условием преобразований служит острый общенациональный кризис. Революционная партия находит противоречия между социальными группами и выбирает своих союзников и ближайшие резервы, за счет которых пополняет свою активистскую базу. Затем намечается план действий и направление основного удара, который формулируется в лозунге. В марксистско-ленинской теории, революция не имеет никаких позитивных целей, кроме свержения существующего социально-экономического строя общества. Залогом успеха революции является невозможность предсказания и планирования из актуальной дореволюционной ситуации последующего за революцией становления общественного устройства. Это обосновывается тем, что если бытие определяет сознание, то любое априорное планирование постреволюционного быта оказывается оторванным от постреволюционных реалий, и характерно по сути для государственного переворота, а не для революции. Это отражено в устойчивом советском выражении о стихийности революции.

## Становление революционной теории
Впервые идею Революции в применении к обществу выдвинул К. Маркс на основании диалектического закона перехода количественных изменений в качественные. В таком понимании в обществе накапливаются эволюционные изменения, вызванные техническим прогрессом и совершенствованием производительных сил. После накопления критического числа изменений происходит качественный революционный скачок, преображающий всё общественное устройство. Количество переходит в качество.
В. И. Ленин разработал теорию революции дальше, сформулировав понятие революционной ситуации и получил первое экспериментальное подтверждение, применив революционную теорию на практике в России. См. основную статью Октябрьская революция 1917 года в России.
С победой Революции в Советском Союзе появилась возможность экспорта революции в другие страны.
Нерешённым вопросом революционной теории является идея мировой революции, сторонником которой был Л. Д. Троцкий. При жизни Ленина И. В. Сталин активно работал с так называемым «Рабочим и социалистическим интернационалом», формируя специальные национальные кадры по установлению «неизбежного социалистического порядка» на территории огромного числа стран Европы, Азии, Америки. Однако после прихода к власти в СССР Сталин отказался поддерживать сторонников мировой революции и жестоко расправился с троцкистами — отказав коммунистам Европы в военной поддержке и направив все силы нового государства на индустриализацию самой страны.